# Juan del Águila
Juan del Águila y Arellano (El Barraco, 1545 - La Coruña, agosto[cita requerida] de 1604) fue un militar español. Como soldado, y posteriormente Maestre de Campo de los Tercios, estuvo destinado en Sicilia, África, Malta, Córcega, el Milanesado, los Países Bajos, España, Portugal, Francia e Irlanda, donde participó en grandes acontecimientos bélicos de su época como el sitio de Malta, el saqueo de Amberes y su posterior asedio, el Milagro de Empel, la expedición de apoyo a los católicos franceses, la batalla de Cornualles o la expedición de apoyo a los irlandeses.

## Infancia
Juan del Águila nació en Ávila en 1545, en el seno de una familia de nobleza provinciana. Era el cuarto hijo de Miguel del Águila y Velasco y de Sancha de Arellano; y nieto del Señor de Villaviciosa. Su infancia la pasó en Berraco (actual El Barraco).

## De soldado a capitán

### Servicio en Italia
En 1563, con dieciocho años se alistó en la compañía de Gonzalo de Bracamonte que partía para incorporarse al Tercio viejo de Sicilia, donde serviría 24 años. Al año siguiente participó en la conquista del Peñón de Vélez de la Gomera, entonces refugio de piratas. 
En 1565, en el Tercio viejo de Sicilia, formó parte del contingente que se envió a socorrer Malta, asediada por los otomanos. Un año después, fue enviado a Córcega en apoyo de los genoveses, que intentaban sofocar la rebelión encabezada por Sampiero Corso.

### Servicio en Flandes

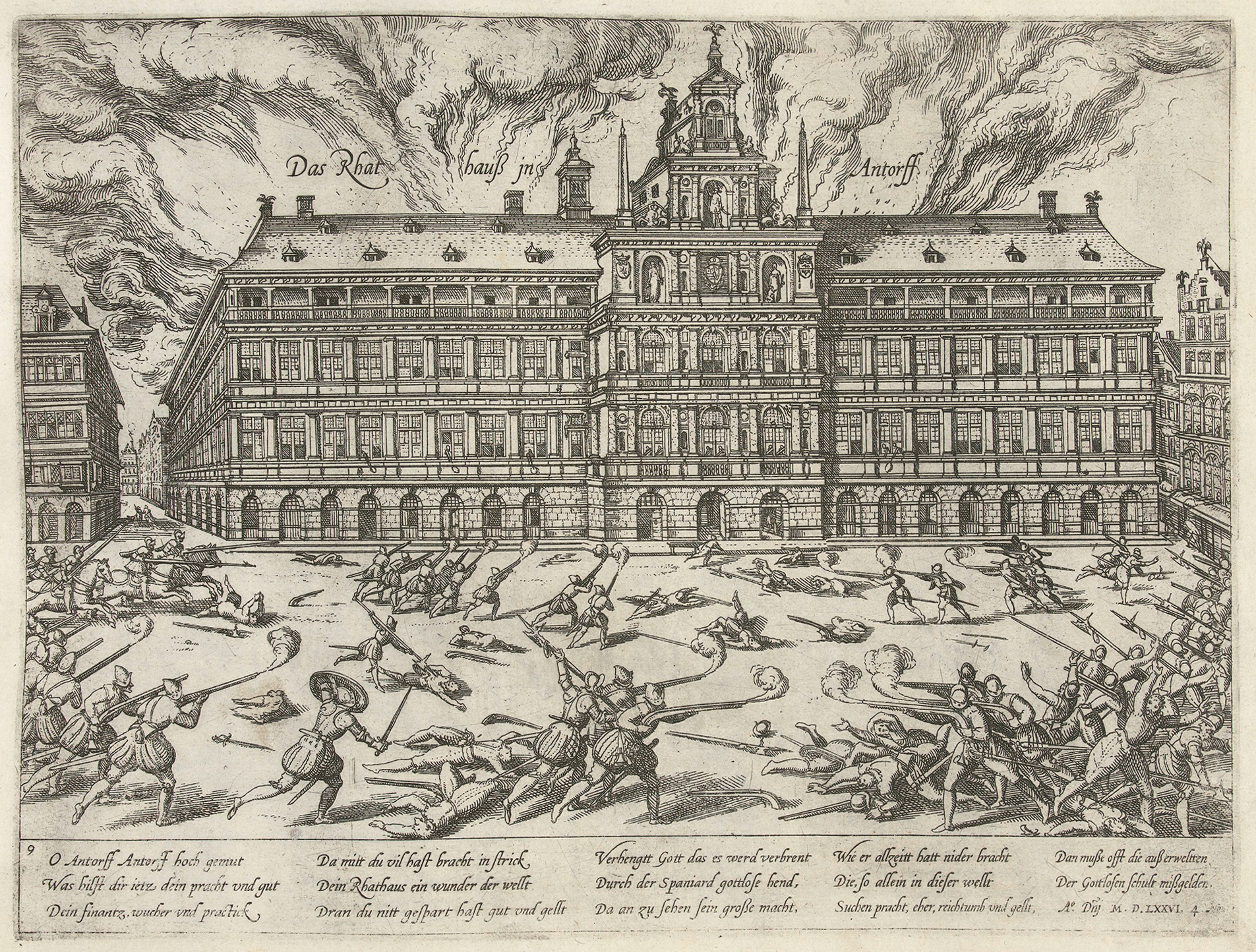
Incendio del Ayuntamiento durante el Saqueo de Amberes.

En 1567, el Tercio de Sicilia partió hacia Flandes. En 1569 el capitán Pedro González de Mendoza y Bracamonte (hermano de Gonzalo de Bracamonte) le ascendió a alférez de su compañía.
En 1574, participó en la batalla de Mook, que supuso un duro golpe para los rebeldes protestantes. En 1576 fue enviado a socorrer al castillo de Gante. Ese mismo año, los tercios se amotinaron por la falta de pagas y se hicieron fuertes en Alost. Aprovechando la situación y el vacío de poder tras la muerte del gobernador general Luis de Requesens, Guillermo de Orange organizó una revuelta generalizada, se declaró «rebeldes» a todos los españoles y a los que colaboraran con ellos. Entonces, las tropas alemanas y valonas de Amberes cambiaron de bando y dejaron entrar en la ciudad a los rebeldes holandeses, que sitiaron la ciudadela, al mando de Sancho Dávila. Ante tal situación, Juan del Águila convenció a los amotinados de Alost para que socorrieran a sus compatriotas. Así las tropas tomaron la ciudad. Tras esta acción se produjo el desafortunado Saqueo de Amberes. Ese mismo año (1577) fue nombrado capitán.

### Entre Flandes e Italia
En mayo de 1577, su tercio abandonó Maastricht con destino a Lombardía tras la firma del Edicto Perpetuo. Pero en agosto del mismo año, el gobernador Juan de Austria reclamó de nuevo su presencia para pacificar Flandes. La muerte de su maestre de campo, Julián Romero, retrasó su partida hasta el otoño. Finalmente en diciembre el tercio llegaba a los Países Bajos. Durante tres años estuvieron guerreando sin cobrar una sola paga. En febrero de 1580, el gobernador Alejandro Farnesio (Juan de Austria había muerto en 1578) se vio obligado a repatriar a los tercios por las negociaciones de sumisión de los valones.
En 1582, el tercio fue nuevamente reclamado en Flandes, que llegó a finales de julio tras un viaje de cuarenta días por el Camino Español.
Tras la conquista del castillo de Turnhout en abril de 1583, Farnesio nombró a Juan del Águila su castellano, aunque no por mucho tiempo. Tres meses después, el 23 de julio, la importante ciudad Nieuwpoort se rindió a los españoles y Juan se convirtió en el nuevo castellano, y su compañía en la guarnición.

## Maestre de campo

### Servicio en Flandes

Los Países Bajos en tiempos de Juan del Águila.

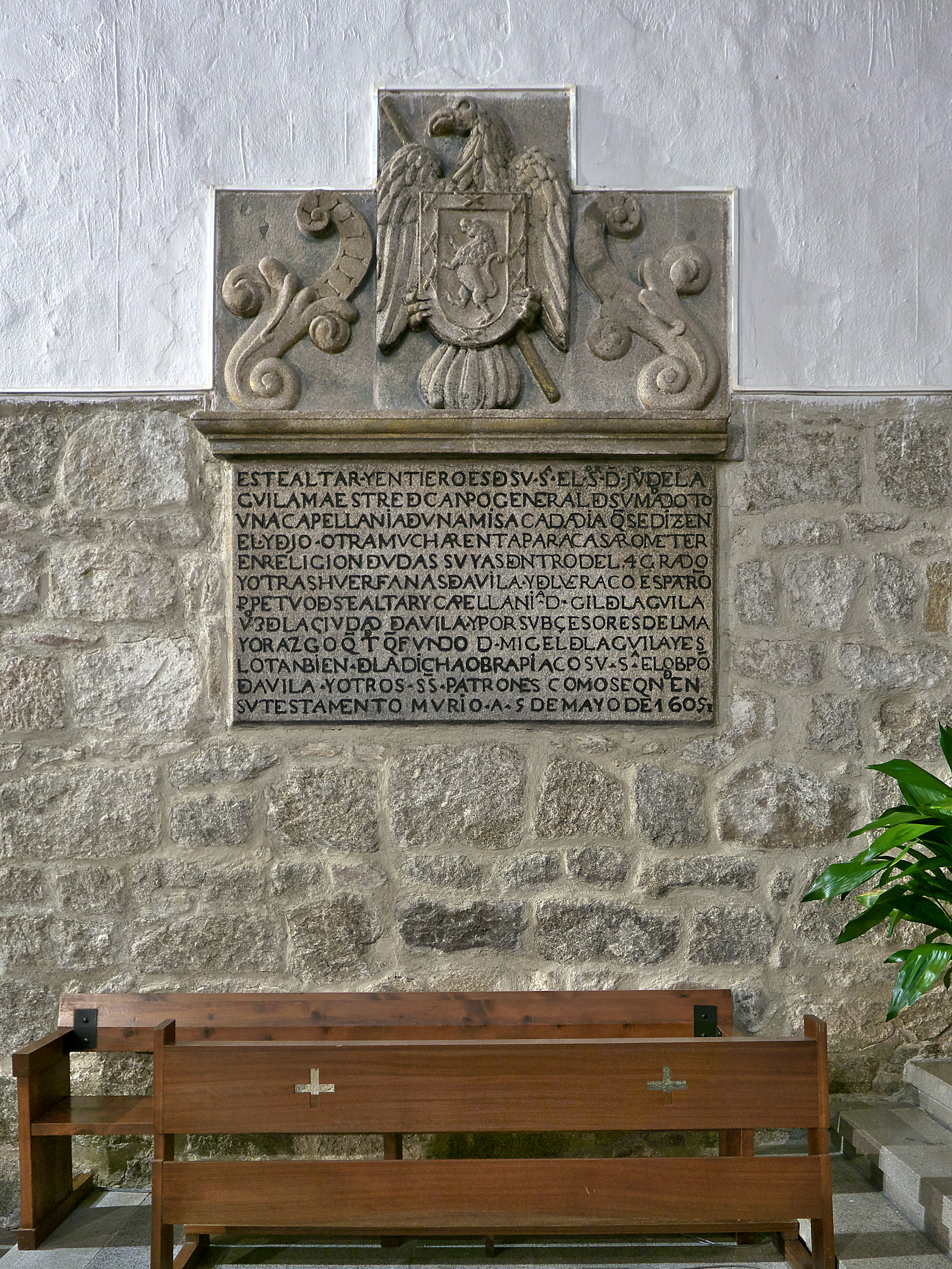
Lápida sepulcral, en El Barraco (Ávila).

El 16 de agosto de 1583, el maestre de campo del tercio en el que servía Juan de Águila, murió en Dendermonde. Diez días después, el gobernador de los Países Bajos Españoles, Alejandro Farnesio, le nombró maestre de campo cuando apenas contaba con 38 años de edad.
A finales de 1584, comenzó el asedio de Amberes, donde Juan de Águila y su tercio se distinguieron especialmente al derrotar a los holandeses que intentaban socorrer la ciudad por el dique de Covenstein (27 de mayo de 1585). Tras la toma de la ciudad en el verano del mismo año, los tercios recibieron las pagas atrasadas: treinta y siete soldadas atrasadas desde julio de 1582.
Una vez tomada Amberes, Farnesio licenció una parte del ejército y envió al resto al norte para ayudar a las poblaciones católicas acosadas por los protestantes. El ejército mandado por Pedro Ernesto de Mansfeld estaba formado por tres tercios, entre ellos el de Juan del Águila. Al llegar al río Mosa, a finales de noviembre, Mansfelt dividió al ejército, una parte acampó en la orilla y otra en la isla de Bommel, formada por los ríos Mosa y Waal. En este segundo grupo se encontraban los maestres Juan del Águila y Francisco Arias de Bobadilla.
Los rebeldes holandeses rompieron entonces los diques que protegían la comarca, el nivel del agua subió y la isla se inundó. Los españoles quedaron así aislados y desprotegidos en el dique de Empel. El 2 de diciembre una flota holandesa penetró en las tierras anegadas con la intención de aniquilar a los tercios. Con la artillería que habían conseguido poner a salvo, las tropas de Juan del Águila ocuparon una isleta que se había formado tras la inundación y hostigaron a los barcos rebeldes para que no se acercaran. Mientras, los holandeses ocuparon otras isletas y empezaron la construcción de fortificaciones, que terminaron en un tiempo récord a pesar de los cañonazos españoles.
Mansfeld consiguió unas cuantas barcazas de los habitantes de Bolduque para atacar a la flota enemiga, pero fueron destruidas en un ataque sorpresa. La situación era desesperada.
La noche del 7 de diciembre un soldado encontró, enterrada cerca de la iglesia de Empel, una tabla con la imagen de la Inmaculada Concepción y como el 8 de diciembre es su festividad, el hecho fue considerado un buen presagio: «Este tesoro tan rico que descubrieron debajo de la tierra fue un divino nuncio del bien, que por intercesión de la Virgen María, esperaban en su bendito día».
Esa misma noche, Bobadilla ordenó asaltar los fuertes con las pocas barcas que disponía. Mientras, la temperatura bajó bruscamente y comenzó a soplar un fuerte viento. Entonces las aguas empezaron a helarse. Ante tal situación, los barcos holandeses se retiraron por temor a quedar bloqueados y los españoles pudieron tomar los fuertes.
Tal situación impensable fue conocida a partir de entonces como el milagro de Empel (en holandés: Het Wonder van Empel). Los rebeldes exclamaban que «Dios se ha hecho español», y desde entonces, comenzó una gran devoción de la infantería española por la Inmaculada, que la llevó a convertirse en su patrona.
En 1586, el tercio de Juan del Águila participó en las conquistas de Grave (6 de junio), Neuss (26 de julio), Alpen (13 de agosto) y en el socorro de Zutphen (22 de septiembre), obligando al ejército inglés que la asediaba a levantar el sitio.
El 12 de junio de 1587 empezó el asedio de la Esclusa, en la desembocadura del río Escalda. En julio Juan del Águila fue herido de gravedad. Antes de terminar de recuperarse, fue llamado a la Corte, donde llegó en la primavera de 1588. Allí fue presentado a Felipe II con estas palabras: «Señor, conozca V. M., a un hombre que nació sin miedo».
El rey le asignó un tercio de nueva creación que esperaba en Santander. Las tropas formaban parte del segundo ejército de desembarco de la campaña contra Inglaterra. En septiembre la operación fue cancelada al conocerse el desastre de la Gran Armada.

### Servicio en España
Después de casi un año de espera, el tercio fue embarcado rumbo a La Coruña, a donde llegó el 17 de agosto de 1589. Diez días después, embarcaron nuevamente, esta vez con órdenes de escoltar a la Flota de Indias en el último tramo de su ruta hasta Lisboa. Allí se les unieron seis compañías y otro tercio, y juntos volvieron a echarse al mar para dirigirse nuevamente a Galicia, donde pasarían el invierno.
Mientras tanto, en Francia, tras el asesinato del duque de Guisa (23 de diciembre de 1588), pretendiente al trono francés, y el del propio rey Enrique III (1 de agosto de 1589), la Corona pasaba a Enrique III de Navarra, protestante, algo que la Liga Católica y Felipe II de España no podían tolerar.
Así, en agosto de 1590, el tercio de Juan del Águila embarcó en Ferrol hacia Francia para apoyar a los católicos.

### Servicio en Francia

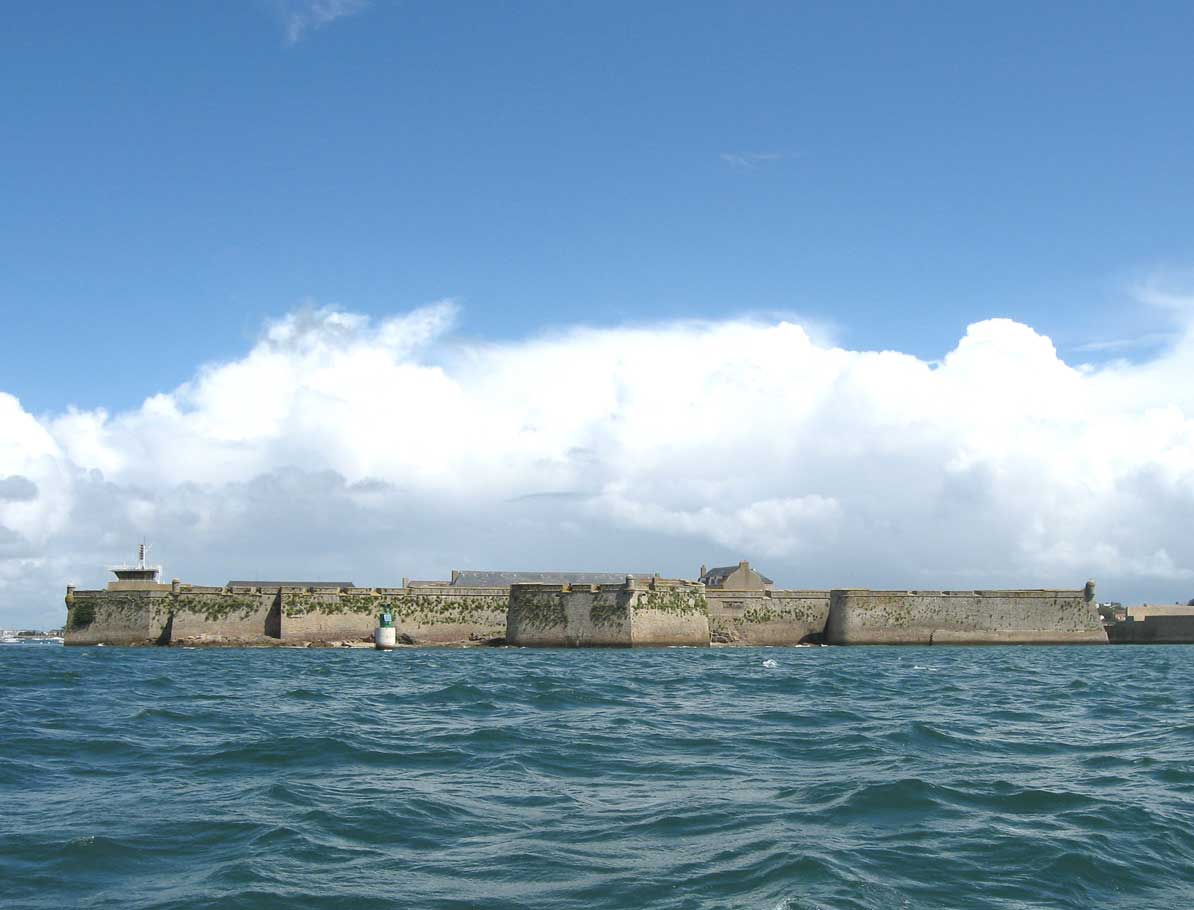
El Fuerte del Águila en su estado actual, muy modificado durante el

El 25 de octubre de 1590 desembarcó en Nantes (Bretaña), junto a su ejército. Estableció como base de operaciones el puerto de Blavet (actual Port-Louis). A finales de año comenzó la fortificación de la plaza a cargo de Cristóbal de Rojas, quien construyó el magnífico «Fuerte del Águila», llamado así en honor al maestre de campo.
El 21 de noviembre de 1591 tomó el castillo de Blain. El 21 de mayo de 1592 derrotó a un ejército anglo-francés en Craon y, tras perseguir al contingente inglés, lo desbarató completamente en Ambrières. El 6 de noviembre del mismo año tomó Brest.
En 1593 una parte del ejército de Juan del Águila desembarcó en Camaret y construyó el fuerte La Pointe des Espagnols («La Punta de los Españoles») en la península de Crozon (presqu'île de Crozon), dominando la entrada al puerto de Brest. El 2 de noviembre de 1594 un ejército anglo-francés comenzó el sitio al pequeño fuerte, mientras una flota anglo-franco-holandesa lo bombardeaba desde el mar. La guarnición solo pudo resistir hasta el 15 de noviembre, mientras el ejército de auxilio, dirigido por Juan del Águila, quedaba bloqueado en Plomodiern. Solo hubo trece supervivientes.
Gracias a las victorias españolas en el norte de Francia entre 1595 y 1596, parte del ejército francés que luchaba en Bretaña tuvo que dirigirse rápidamente hacia Flandes, aliviando un poco la situación de los hombres de Juan del Águila.

#### Expedición a Inglaterra

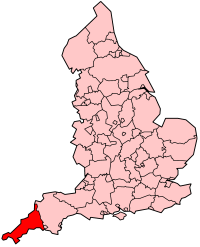
Las operaciones españolas se desarrollaron en la costa del Condado de Cornualles.

Aprovechando el respiro que le dieron las tropas francesas, Juan del Águila decidió organizar una expedición de castigo contra Inglaterra, por su ayuda a Enrique IV de Francia.
Así, el 26 de julio de 1595, tres compañías de arcabuceros del tercio al mando del capitán Carlos de Amézquita zarparon en cuatro galeras. Primero recalaron en Penmarch para conseguir provisiones. El 31 de julio partieron hacia Inglaterra y el 2 de agosto desembarcaron en la Bahía de Mounts, Cornualles. En dos días la expedición saqueó e incendió Mousehole (donde solo sobrevivió un pub), Newlyn, Paul y Penzance. También desmontaron la artillería de los fuertes ingleses y la embarcaron en las galeras. El 5 de agosto, un día después de zarpar de vuelta a Francia, se toparon con una escuadra holandesa de 46 barcos de la que consiguieron escapar no sin antes hundir dos buques enemigos. El 10 de agosto, Amézquita y sus hombres desembarcaron victoriosos en Blavet. La expedición se saldó con 20 bajas, todas ellas en la escaramuza contra los holandeses.
El 2 de mayo de 1598 se firmó la Paz de Vervins, por la que España devolvía todas las plazas conquistadas (entre ellas Blavet) a cambio de que Francia desocupara Charolais y las plazas tomadas en Flandes.
Por ello, Juan del Águila y su tercio tuvieron que regresar a España.

### Servicio en España
El tercio fue destinado a Cádiz, desde donde debían hacer salidas para escoltar galeones que venían de América.
En mayo de 1600, Juan del Águila fue encarcelado por «haberse aprovechado de la Hacienda del rey más de lo que era justo», según informaba Luis Cabrera de Córdoba. El maestre pudo demostrar su inocencia, por lo que, en desagravio, se le concedió el mando de la expedición de apoyo a los irlandeses sublevados contra Inglaterra.

### Expedición a Irlanda

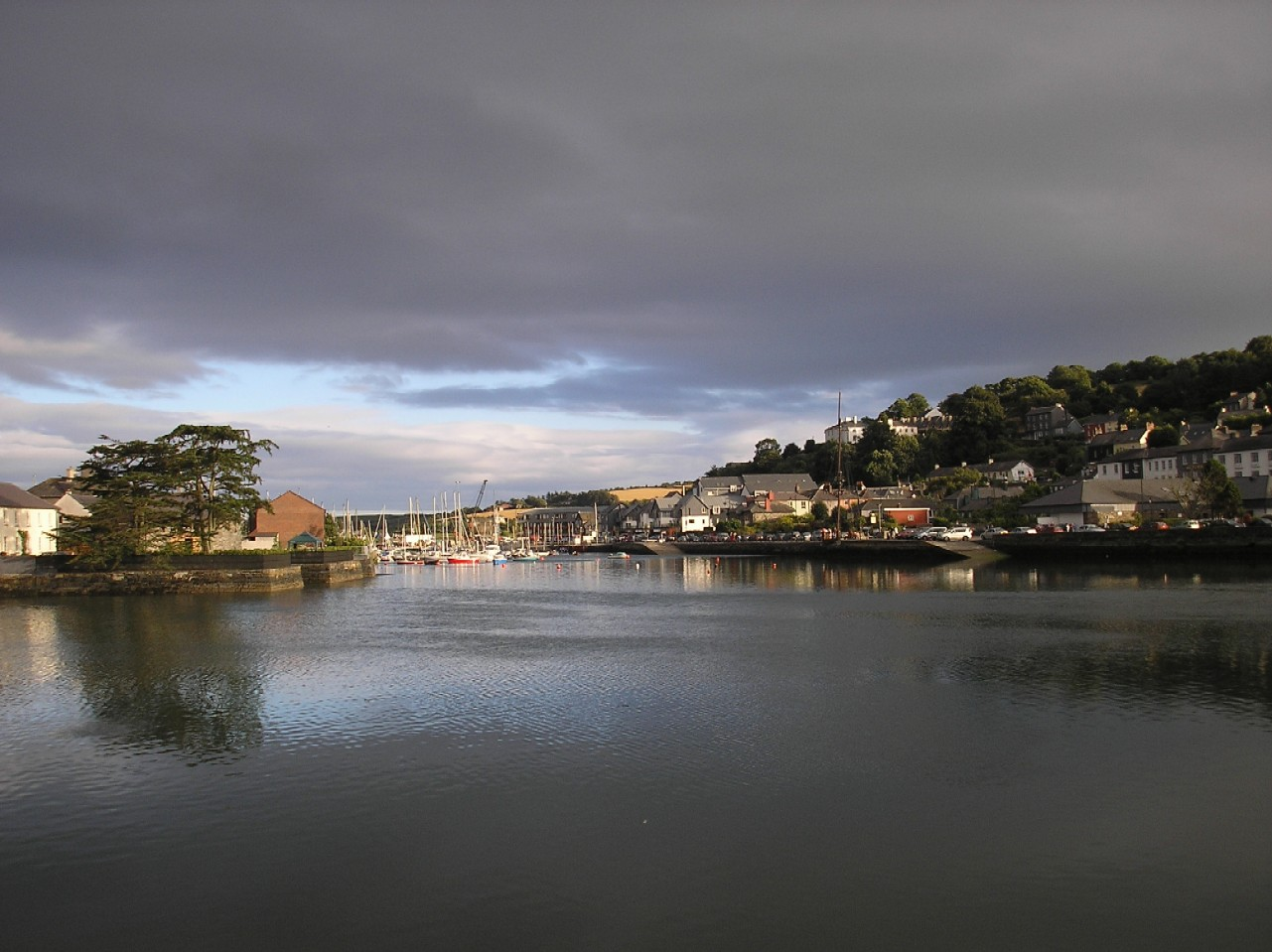
Puerto de Kinsale en la actualidad.

El 2 de septiembre de 1601 zarparon de Lisboa 33 barcos hacia Irlanda. En total 4432 hombres de los tercios de Juan del Águila y de Francisco de Toledo. Juan ostentaba el mando supremo de la expedición como Maestre de campo general. El objetivo era tomar el puerto de Cork, puerto clave del sur de la isla y perfecto para un desembarco.
Una fuerte galerna dispersó a la flota cerca de la isla de Ouessant. El almirante, Diego Brochero, consiguió llegar hasta Kinsale el 1 de octubre con la mayor parte de los buques. Así, la mayoría de los hombres pudieron desembarcar en tierras irlandesas, pero ocho o nueve barcos al mando de Pedro de Zubiaur, junto con 650 soldados y gran parte de las provisiones, regresaron a Galicia.
En cuanto terminó el desembarco, la flota volvió a España en busca de refuerzos. Juan del Águila quedó junto a 3.000 hombres aislado en Kinsale. Las tropas aliadas estaban lejos de la ciudad y solo pudo conseguir 900 bisoños mal armados. Decidió entonces fortificarse y esperar refuerzos. En la entrada de la bahía mandó construir dos fuertes: Castle Park y Ringcurran.
Pronto apareció un ejército inglés de 10 000 infantes, 600 caballeros y numerosos cañones al mando de Charles Blount, VIII Baron de Mountjoy. Además, una pequeña flota bloqueó el puerto.

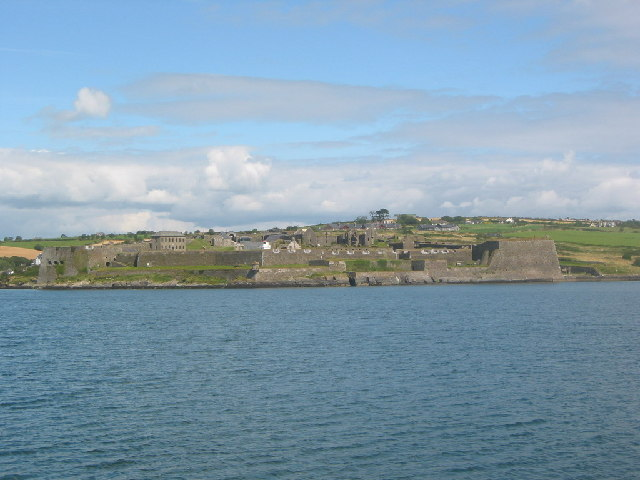
Vista del fuerte Charles, construido sobre el emplazamiento del fuerte Ringcurran.

En noviembre, Mountjoy ordenó el ataque a Kinsale. Los ingleses tomaron el fuerte Ringcurran, aunque finalmente fueron rechazados. Poco después, ofreció a Juan del Águila la rendición, la cual fue rechazada.
Desde el norte de la isla, Hugh O'Neill, conde de Tyrone y Red Hugh O'Donnell, Señor de Tyrconnell, se dirigían hacia Kinsale al mando de 5500 hombres.
En España, Pedro de Zubiaur zarpó el 7 de diciembre al mando de diez naves con 829 soldados y abundantes víveres y municiones. Pero una nueva tempestad hizo que se perdieran cuatro barcos. El resto llegó hasta Castlehaven, a unos 48 km al sur de Kinsale el 11 de diciembre.
Blount, alertado de la presencia de un nuevo contingente español en Irlanda, envió una flota de siete barcos a Castlehaven. El 16 de diciembre tras cinco horas de combate, los ingleses solo consiguieron hundir el galeón María Francisca y, ante la imposibilidad de tomar el puerto, defendido por una batería de cinco cañones, abandonaron el lugar.
En la madrugada de ese mismo día, 16 de diciembre de 1500 hombres salieron de Kinsale para intentar romper el cerco. Destruyeron veinte cañones y acabaron con más de setecientos ingleses, pero tuvieron que volver a la ciudad al no poder atravesar las líneas enemigas. Las bajas españolas fueron bastante escasas, lo que animó a la tropa.
Tras la victoria contra los ingleses en Castlehaven, los nobles de la zona juraron fidelidad al rey de España (entonces Felipe III) y aportaron 550 infantes y una compañía de caballería. Además, los castillos de Dunboy (cerca de Castletownbere) y Donneshed (cerca de Baltimore) fueron entregados a las fuerzas españolas.
El ejército rebelde que venía desde el norte, enlazó finalmente con los españoles y decidieron socorrer a Juan del Águila. Pero, Zubiaur no quería perder el dominio de una serie de plazas desde Castlehaven hasta Baltimore que podrían servir para futuros desembarcos. Por ello dividió sus tropas, dando al ejército irlandés 200 infantes de apoyo, mientras él y el resto de los hombres aseguraban las posiciones. Así, algo menos de 6500 hombres partieron hacia Kinsale.
Por aquel entonces, el ejército inglés se había reducido a unos 8000 hombres debido a las bajas causadas por los españoles, las enfermedades y las deserciones.

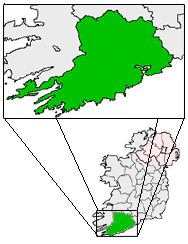
Las operaciones españolas se desarrollaron en la costa del condado de Cork.

El 3 de enero, los dos ejércitos se encontraron ante Kinsale. La nula coordinación entre el ejército de socorro y el sitiado, unido a la desorganización de los irlandeses y a la superioridad de la caballería inglesa, convirtieron a la batalla de Kinsale en una gran derrota para la coalición hispano-irlandesa.
Los irlandeses iniciaron el ataque, pero fueron rechazados por los ingleses. Ante la presión del ejército inglés, algunos irlandeses abandonaron el combate. Tras esto, la caballería inglesa lanzó el contraataque, que hizo retroceder y huir al ejército irlandés. Entonces, la caballería comenzó a perseguirles, causando gran número de bajas entre los desertores. La intervención de la infantería española evitó una carnicería mayor a costa de 90 muertos y 52 prisioneros. Juan del Águila salió de la ciudad con sus hombres, pero ya era tarde y fueron rechazados. En total, 1200 irlandeses perdieron la vida ante Kinsale.
El 12 de enero, Juan del Águila capituló. Los términos de la rendición obligaban a los españoles a entregar las plazas y castillos de Kinsale, Castlehaven, Dunboy, Donneshed y Donnelong (en la isla de Sherkin). A cambio, el ejército español (reducido entonces a 1800 hombres) y todos los irlandeses que lo desearan, recibirían provisiones y transportes para regresar a España. Además, conservarían el armamento, las banderas y los dineros.
El 14 de enero, tan solo dos días después, Martín de Vallecina llegó a Kinsale con refuerzos, pero volvió a España en cuanto se enteró de la capitulación.

### Regreso a España
El 13 de marzo la flotilla llegó a La Coruña. Allí, Juan del Águila pagó de su bolsillo un hospital de campaña para atender a los muchos heridos.
Permaneció bajo arresto domiciliario en La Coruña, lo que le impidió ir a Madrid para explicar su actuación en Irlanda. En la Corte se preparaba un Consejo de Guerra contra él, pero no llegó a verlo, pues murió en agosto, probablemente en los primeros días. Según cuenta Emilio González López: «Abrumado por ésta detención, que suponía una grave censura a su conducta militar en Irlanda, murió don Juan del Águila, probablemente a principios de agosto».

## Consejo Supremo de Guerra
El 12 de julio de 1603, el Consejo Supremo de Guerra concluyó que «su capitulación había representado una pérdida de reputación». También se le acusó de tibieza por no salir a tiempo de la ciudad durante la batalla. Pero la imposibilidad de contar él su versión de los hechos, hizo que el relato llegara a la Corte de manos de otros no implicados, y su posterior muerte hizo que el Consejo decidiera sin el testimonio de Juan del Águila y sin contar con su actuación defendiendo Kinsale durante tres meses ante fuerzas muy superiores.